# Фискал (остров)
Фискал (порт. Ilha Fiscal) — остров, расположенный в заливе Гуанабара и входящий в состав города Рио-де-Жанейро (Бразилия).
Первоначально остров назывался европейцами как порт. Ilha dos Ratos — остров крыс. Современное название остров получил в XIX веке, когда на нём действовала Финансовая гвардия, контролировавшая порт тогдашней столицы Бразильской империи. Учитывая живописный окружающий ландшафт, император Педру II, отметив живописный вид острова, поручил разработать проект замка на нём французскому архитектору Виолет-ле-Дюку. Построенный в неоготическом стиле эпохи Возрождения со шпилями и средневековыми зубцами замок был торжественно открыт в апреле 1889 года. А уже через полгода замок и остров стали знаменитыми, после того как принимали последний императорский бал с участием 5000 гостей перед провозглашением республики Бразилии в ноябре 1889 года.
В 1930 году остров Фискал был соединён с ближайшим Змеиным островом узким бетонным молом.
Ныне здесь располагается музей истории военно-морского флота под управлением Военно-морских сил Бразилии.